# Братцевы
Бра́тцевы (устар. Бра́тцовы) — несколько русских дворянских родов и фамилия, происходящая от прозвища «Братец» представителей других податных сословий.

## Происхождение и история рода

### Новгородские вотчинники
Один из дворянских родов, имеющий новгородское происхождение, восходит ко второй половине XVI века и владел в XVI и XVII веках поместьями в Каширском, Тульском, Ржевском, Старицком, Вяземском и Волоколамском уездах. Потомки этих Братцевых существовали и позже, но в Герольдии Правительствующего Сената ни в конце XVIII века, ни в XIX веке никто из них не утверждался, вероятно, из-за пресечения мужской линии.

#### Представители рода
- Григорий (Гундор) Михайлов Братцов, помещик Рыбинского погоста Бежецкой пятины Новгородской земли[1], 2 октября 1550 г. (за 20 лет до похода на Новгород) пожалован от Ивана Грозного поместьем в Московском уезде. Упоминается в «Ономастиконе» Веселовского как Гундор Михайлович Братцев из Новгорода  в 1545 г.
- Павлин Яковлев Братцов был осадным воеводой в Велиже в 1580 и 1581 годах и выборным дворянином из Волока-Ламского с окладом в 500 четвертей в 1588—1589 гг.
- Иван Братцов — осадным головой в Туле в 1585 г.
- Девять Братцовых владели в 1699 г. населёнными именьями.

- Дочь дворянина московского Фёдора Тимофеевича Братцева (Брацкова) Анна (1670—1747) была выдана замуж за советника коммерц-коллегии, дядю барона А. Г. Строганова, помещика Зубцовского уезда Алексея Яковлевича Новосильцева. Похоронена в московском Зачатьевском монастыре, где до этого постриглась в монахини под именем Александра и приняла схиму под именем Анфиса[2].

### Позднейшие роды
В конце XVIII века на военной службе некий Братцев дослужился до чина капитана, и его имя можно внести в летопись «Первой екатерининской турецкой войны». Род Братцевых был внесен во II часть родословной книги Нижегородской губернии, в 1816 году его представители владели имениями в Карсунском уезде Симбирской губернии.

## Известные представители
- Братцевы:  Пётр, Иван Петрович , Пётр Алексеевич, Фёдор Тимофеевич — московские дворяне в 1640-1677 г.
- Братцевы: Алексей и Степан Ивановичи, Иван Григорьевич — стряпчие в 1682-1692 г.
- Братцев Василий Владимирович — стольник в 1676-1692 г.